# Naufragio

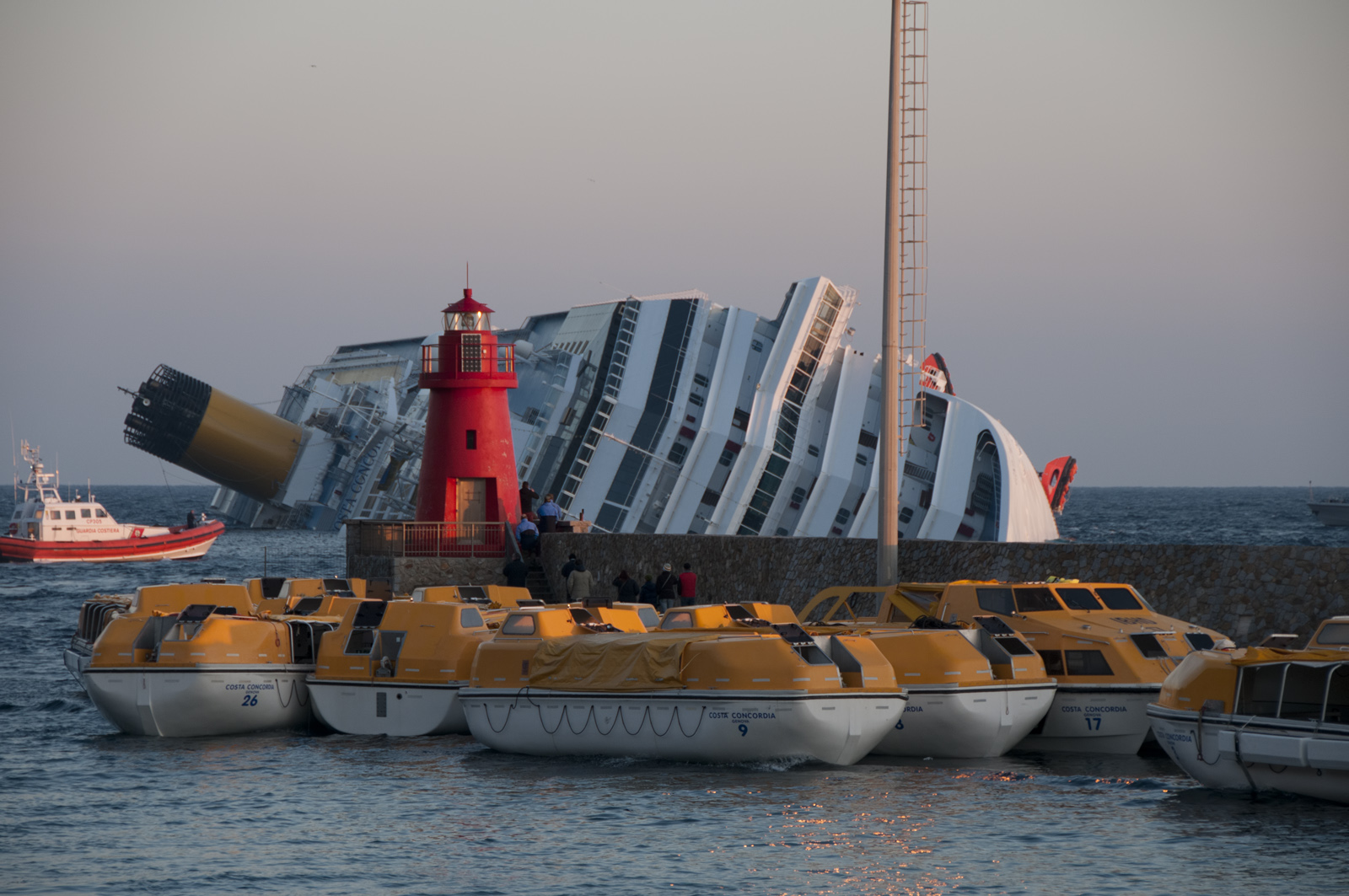
Il naufragio della Costa Concordia

Il naufragio è la perdita totale di una nave o di un'imbarcazione per cause accidentali cui può far seguito, anche se non necessariamente, la sua completa sommersione. Sono pertanto esclusi gli atti di guerra, per i quali si usa il termine generico "affondamento".

## Tipi di sinistri marittimi cause di naufragio
Tra i vari tipi di sinistri marittimi che possono essere causa di perdita totale della nave, si hanno:

### Arenamento

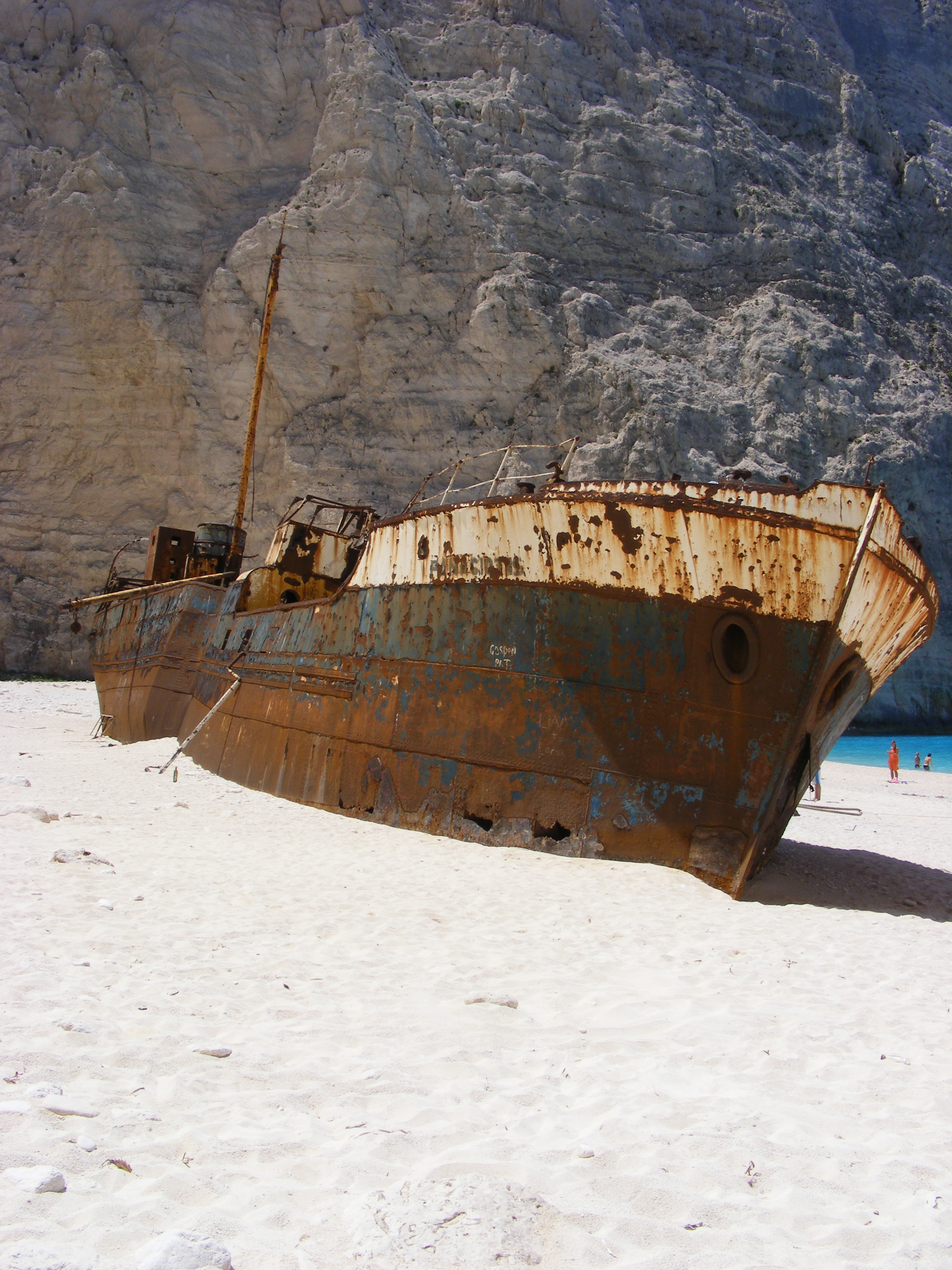
Resti del mercantile Panagiotis arenatosi su una spiaggia di Zacinto colloquialmente detta del Navaghio (relitto) dopo il naufragio

Incapacità di proseguire il viaggio a causa di un incagliamento su una superficie sabbiosa o rocciosa con altezza simile o superiore al pescaggio della nave.

### Avaria
Un cedimento o perdita nello scafo può provocare l'allagamento e quindi il venire a mancare della spinta idrostatica.
Il problema è particolarmente rilevante nelle imbarcazioni in legno.
Un guasto ai motori o al timone può rendere la nave ingovernabile e quindi indirettamente condurre al naufragio per esempio in seguito a collisione con gli scogli.

### Collisione

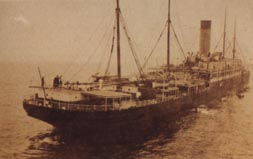
Il naufragio del Republic

Una collisione è un urto che un'imbarcazione può subire con una qualsiasi entità fisica, ad esempio un'altra imbarcazione (come accaduto ad esempio al transatlantico italiano Andrea Doria), uno scoglio, un iceberg o ancora la stessa banchina del porto. Nei casi meno gravi, a seguito di una collisione l'imbarcazione può tornare al porto per poi essere riparata o soccorsa in tempi utili per evitare un alto numero di vittime, mentre nei casi più gravi affonda.

### Falla
Una falla è uno squarcio formatosi sullo scafo dell'imbarcazione a seguito di una collisione contro un corpo esterno.
Se sotto la linea di galleggiamento la falla provoca l'entrata dell'acqua nell'imbarcazione, ciò genera un aumento di peso che a sua volta provoca l'affondamento. Nei casi migliori però, grazie all'utilizzo di pompe e paratie stagne, il danno provocato dalla falla può essere contenuto, e si può così evitare totalmente l'affondamento o marginale il problema fino all'arrivo dei soccorsi.

### Incaglio
L'incaglio è la conseguenza della collisione tra l'imbarcazione e un'entità fisica che genera l'arresto della nave.
Dopo l'urto la nave non riesce più a muoversi dall'ostacolo, rimanendovi "ancorata". Ogni movimento per disincagliare l'imbarcazione può peggiorare la falla e aumentare la portata di acqua che entra nello scafo.

### Incendio
L'incendio su una nave o imbarcazione può essere causato da più fattori come ad esempio un'esplosione di carburante,una collisione oppure un corto circuito; ciò può causare l'inabissamento o danni riparabili e non.
Un esempio è il disastro del Moby Prince che prese fuoco a seguito della collisione con la petroliera Agip Abruzzo.
Definita su Nice-Matin, in occasione della ricorrenza del cinquantesimo anno, una delle più grandi catastrofi civili del dopoguerra conosciute fino a quel momento, è la tragedia della Vénus des Îles II. Il 23 luglio 1975 la nave prese fuoco in alto mare tra Tolone e Porquerolles con un bilancio 14 vittime e 58 feriti dei quali 52 per le ustioni riportate.

### Instabilità
Se la dislocazione delle masse è tale per cui il centro di massa si porta al di sopra del metacentro, l'imbarcazione può facilmente inclinarsi lateralmente. Se le aperture non a tenuta d'acqua vengono a trovarsi sotto la linea di galleggiamento, può verificarsi un allagamento, come successe al piroscafo “Principessa Jolanda”
Il rischio era (ed è tuttora) particolarmente presente in quelle imbarcazioni nelle quali lo stivaggio si opera senza l'uso dei container. In tal caso se i materiali depositati nella stiva non sono stati ben rizzati possono spostarsi anche violentemente, in seguito al moto ondoso, e causare l'inclinazione della nave.

### Errori di navigazione
Molti incidenti sono occorsi in seguito a errori dell'equipaggio, che hanno causato o non evitato la collisione con rocce (come accaduto alla nave da crociera Costa Concordia), iceberg (famoso è il caso del transatlantico inglese RMS Titanic) o altre navi. In epoca moderna la presenza di mezzi di navigazione tecnologici come GPS, radiofari, Radar e sonar, uniti al notevole dettaglio sulla stima della posizione degli ostacoli, ha notevolmente aumentato la precisione della navigazione. In passato la navigazione basata sulla triangolazione e sulla bussola magnetica era più esposta al rischio di collisioni. Tuttavia, la navigazione in acque basse è considerata pericolosa anche al giorno d'oggi.

### Eventi meteorologici

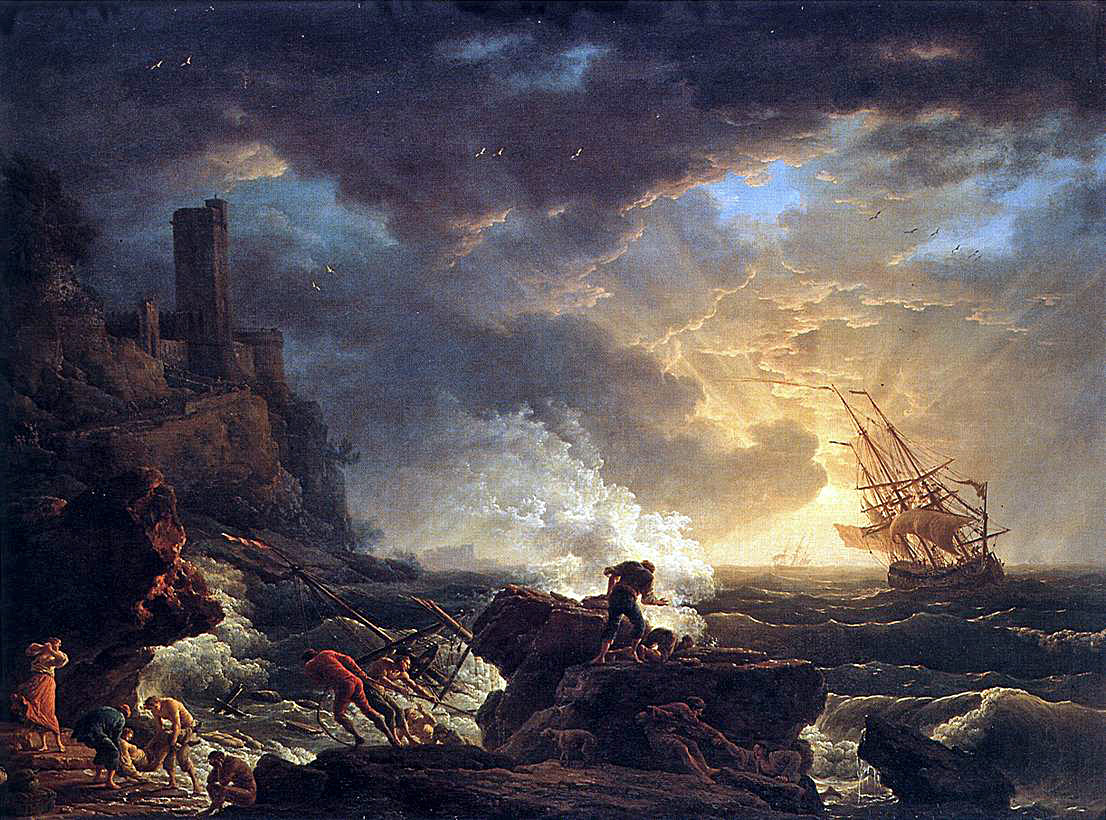
Naufragio (1759) di Joseph Vernet
Olio su tela, 96 x 134,5 cm, Groeninge Museum, Bruges

Cattive condizioni meteorologiche pericolose per la navigazione possono essere il vento forte, la ridotta visibilità dovuta a nebbia o il freddo intenso.
Il vento agisce sollevando le onde, le quali rendono ancora più pericolosa la navigazione in acqua basse e stressano le strutture dello scafo. Per ridurre l'impatto delle onde sulle fiancate la nave deve procedere trasversalmente alle creste delle onde.
La spinta del vento sottopone a sforzi anche le strutture superiori delle navi, in particolare le alberature e le vele.
Il vento può facilmente portare l'imbarcazione fuori rotta e provocare l'impatto con scogli e altre navi.
Il freddo intenso rende le strutture metalliche più fragili e meno resistenti. La formazione di blocchi di ghiaccio può ridurre la stabilità della nave.

### Attacchi marini
Anche se rarissimi, vi sono stati casi di affondamenti causati da attacchi da parte della fauna marina, come sembra essere stato quello della baleniera Essex.

## I naufragi più famosi
- RMS Titanic - 15 aprile 1912, 1.503-1.523 morti
- Essex - baleniera, 20 novembre 1820, 2 morti (a bordo) 14 morti (nelle lance di salvataggio)
- RMS Tayleur - 21 gennaio 1854, 380 morti
- SS Central America - 11 settembre 1857, circa 425 morti
- Lady Elgin - 7 settembre 1860, circa 400 morti
- Sultana (esplosione sul fiume Mississippi) -  27 aprile 1865, circa 1.700 morti
- SS Atlantic - 1º aprile 1873, 546 morti
- Utopia - 17 marzo 1891, +560 morti
- La Bourgogne - 4 luglio 1898, 549 morti
- General Slocum (incendio sull'East River) - 15 giugno 1904, 1021 morti
- Sirio - 4 agosto 1906, 293 morti o +500 morti.
- Principessa Jolanda - 22 settembre 1907, nessun morto (affondata durante il varo)
- Empress of Ireland - 30 maggio 1914, 1.012 morti
- RMS Lusitania - 7 maggio 1915, 1.201 morti
- Eastland - 24 luglio 1915, 845 morti
- Príncipe de Asturias - 5 marzo 1916, 455 morti.
- RMS Carpathia - 17 luglio 1918, 5 morti.
- Iolaire - 1º gennaio 1919, almeno 205 morti
- Valbanera - 10 settembre 1919, 457 morti
- Principessa Mafalda - 25 ottobre 1927, 314 morti
- Oria - 12 febbraio 1944, colto da una tempesta naufraga presso Capo Sunio, 4.000 prigionieri di guerra italiani morti
- Princess Victoria - 31 gennaio 1953, 132 morti
- Novorossijsk - 29 ottobre 1955, 608 morti
- Andrea Doria - 26 luglio 1956, 45 morti
- London Valour - 9 aprile 1970, 20 morti
- Rodi - motopeschereccio italiano, 23 dicembre 1970, 10 morti
- Marina D'Aequa - 29 dicembre 1981, 30 morti
- Admiral Nachimov - 31 agosto 1986, 423 morti
- Herald of Free Enterprise - 6 marzo 1987, 134 morti
- Moby Prince - 10 aprile 1991, 140 morti
- Estonia - 28 settembre 1994, 852 morti
- Achille Lauro - 2 dicembre 1994, 3 morti
- F174 - 25 dicembre 1996, 289 morti
- Katër i Radës - 28 marzo 1997, almeno 85 morti
- Kursk - sottomarino nucleare russo, 12 agosto 2000, 118 morti
- Costa Concordia - 13 gennaio 2012, 32 morti
- Norman Atlantic - 28 dicembre 2014, 11 morti
- Sewol - traghetto sudcoreano, 16 aprile 2014, 295 morti, 9 dispersi
- ARA San Juan (S-42) - sottomarino argentino, 15 novembre 2017, 44 morti

### Fonti normative italiane
- Regio decreto 8 luglio 1938, n. 1415, in materia di "Approvazione dei testi della legge di guerra e della legge di neutralità" aggiornato.
- Regio decreto 5 settembre 1938, n. 1823, in materia di "Norme di procedura per i giudizi davanti al Tribunale delle prede" aggiornato.
- Regio decreto 30 marzo 1942, n. 327, in materia di "Codice della navigazione" aggiornato.
- Decreto del presidente della Repubblica 28 giugno 1949, n. 631, in materia di "Regolamento per la navigazione interna".
- Decreto del presidente della Repubblica 15 febbraio 1952, n. 328, in materia di "Regolamento per l'esecuzione del Codice della navigazione (Navigazione marittima)" aggiornato.

### Testi
- Costa Giancarlo, Dal Titanic all'Andrea Doria. storie di naufragi del xx secolo, Ed. Gribaudo.
- K.C. Barnaby I più importanti disastri navali Editore Mursia ISBN 9788842536512.
- Isabella Vincentini, Varianti da un naufragio. Il viaggio marino dai simbolisti ai post-ermetici, Mursia, Milano, 	1994.